# Guineu voladora de les Fiji
La guineu voladora de les Fiji (Mirimiri acrodonta) és una espècie de ratpenat de la família dels pteropòdids. És endèmica de Fiji. El seu hàbitat natural és la muntanya Koroturanga, a l'illa Taveuni, on viu a altituds d'entre 1.010 i 1.190 msnm, i possiblement les parts altes de l'illa Vanua Levu. Se la considera en perill crític per la petitesa del seu àmbit de distribució.